# Magnus Heunicke
Magnus Heunicke (ur. 28 stycznia 1975 w Næstved) – duński polityk i dziennikarz, parlamentarzysta, w latach 2014–2015 i od 2019 minister.

## Życiorys
W 1995 został absolwentem Næstved Gymnasium. W latach 1996–2002 studiował dziennikarstwo w Danmarks Journalisthøjskole. Zaangażował się w działalność polityczną w ramach Socialdemokraterne. W latach 1996–1998 był sekretarzem ds. turystyki w DSU, organizacji młodzieżowej tego ugrupowania. Od 2001 do 2005 pracował jako dziennikarz w Danmarks Radio.
Z ramienia socjaldemokratów w 2005 po raz pierwszy uzyskał mandat posła do Folketingetu, z powodzeniem ubiegał się o reelekcję w kolejnych wyborach w 2007, 2011, 2015, 2019 i 2022.
Od lutego 2014 do czerwca 2015 sprawował urząd ministra transportu w drugim rządzie Helle Thorning-Schmidt. W czerwcu 2019 został ministrem zdrowia i osób starszych w gabinecie Mette Frederiksen. W styczniu 2021 w wyniku korekty struktury resortów przeniesiony na stanowisko ministra zdrowia. W grudniu 2022 powołany na ministra środowiska w drugim rządzie dotychczasowej premier. W sierpniu 2024 dodatkowo powierzono mu sprawy równouprawnienia.

## Życie prywatne
Jego ojciec pełnił funkcję burmistrza Næstved, matka pracowała jako nauczycielka. Magnus Heunicke jest żonaty, ma dwoje dzieci.